# البيرة (الشوف)
البيرة هي إحدى القرى اللبنانية من قرى قضاء الشوف في محافظة جبل لبنان.